# Formignana
Formignana är en ort och frazione i kommunen Tresignana i provinsen Ferrara i regionen Emilia-Romagna i Italien. 
Kommunen upphörde den 1 januari 2019 och bildade med den tidigare kommunen Tresigallo den nya kommunen Tresignana. Den tidigare kommunen hade 2 678 invånare (2018).